# Barbaracurus
Genre
Barbaracurus est un genre de scorpions de la famille des Buthidae.

## Distribution
Les espèces de ce genre se rencontrent en Afrique de l'Est, en Afrique de l'Ouest et en Arabie.

## Liste des espèces
Selon The Scorpion Files (13/08/2025) :
- Barbaracurus exquisitus (Lowe, 2000)
- Barbaracurus feti Kovařík, Lowe, Šťáhlavský & Hurre, 2019
- Barbaracurus hofereki Kovařík, 2024
- Barbaracurus kabateki Kovařík, Lowe, Šťáhlavský & Just, 2022
- Barbaracurus lowei Kovařík & Elmi, 2025
- Barbaracurus prudenti (Lourenço, 2013)
- Barbaracurus sofomarensis (Kovařík, Lowe, Seiter, Plíšková & Šťáhlavský, 2015)
- Barbaracurus somalicus (Hirst, 1907)
- Barbaracurus subpunctatus (Borelli, 1925)
- Barbaracurus ugartei (Kovařík, 2000)
- Barbaracurus winklerorum Kovařík, Lowe & Šťáhlavský, 2018
- Barbaracurus yemenensis Kovařík, Lowe & Šťáhlavský, 2018
- Barbaracurus zambonellii (Borelli, 1902)

## Systématique et taxinomie
Ce genre a été décrit par Kovařík, Lowe et Šťáhlavský en 2018 dans les Buthidae.

## Étymologie
Ce genre est nommé en l'honneur de Barbara York Main.

## Publication originale
- Kovařík, Lowe & Šťáhlavský, 2018 : « Review of the genus Babycurus Karsch, 1886 (Arachnida, Scorpiones, Buthidae), with descriptions of Barbaracurus gen. n. and two new species from Oman and Yemen. » Euscorpius, no 267, p. 1-41 (texte intégral).